# Thành ủy Moskva

Huy hiệu của Đảng bộ Moskva

Ban Chấp hành Thành phố Moskva Đảng Cộng sản Liên Xô (tiếng Nga: Московская городская комитета КПСС) được gọi tắt là Thành ủy Moskva là cơ quan lãnh đạo Đảng Cộng sản Liên Xô tại thành phố Moskva. Thành ủy Moskva được thành lập vào ngày 10/11/1917 ngay sau Cách mạng Tháng Mười và bị bãi bỏ ngày 24/8/1991, mặc dù trước đó tháng 6/1991 quyền lực thuộc về thị trưởng thành phố Moskva. Đứng đầu Thành ủy Moskva là Bí thư thứ nhất theo thông lệ thường do Bộ Chính trị hoặc Tổng Bí thư Đảng Cộng sản Liên Xô bổ nhiệm. Bí thư thứ nhất Thành ủy Moskva thường có thể kiêm nhiệm Bí thư thứ nhất Tỉnh ủy Moskva và là chức vụ có quyền lực lớn tại Liên Xô.

## Bí thư thứ nhất Thành ủy
| Chân dung | Họ và Tên sinh-mất              | Nhiệm kỳ   | Nhiệm kỳ   | Ghi chú |
| Chân dung | Họ và Tên sinh-mất              | Bắt đầu    | Kết thúc   | Ghi chú |
| --------- | ------------------------------- | ---------- | ---------- | --- |
|           | Vadim Podbelskiy 1887–1920      | 10/11/1917 | 12/4/1918  | |
|           | Dominik Yefremov 1883–1925      | 12/4/1918  | 7/9/1918   | |
|           | Vladimir Zagorsky 1883–1919     | 17/9/1918  | 25/9/1919  | |
|           | Dominik Yefremov 1883–1925      | 10/1919    | 11/1919    | |
|           | Aleksandr Myasnikov 1886–1925   | 11/1919    | 4/1920     | Chủ tịch Ủy ban Chấp hành Trung ương Belarus-Xô (1919) Phó Tổng Tư lệnh Tối cao Hồng quân (1920) Chủ tịch Hội đồng Dân ủy Armenia (1921) |
|           | Osip Piatnitsky 1882–1938       | 4/1920     | 11/1920    | Ủy viên Ủy ban Chấp hành Đệ tam Quốc tế Cộng sản; |
|           | Fedor Sergeyev 1883–1921        | 11/1920    | 3/1921     | Ủy viên Ủy ban Trung ương Đảng Cộng sản Liên Xô (1920-1922) |
|           | Isaak Zelensky 1890–1938        | 3/1921     | 20/8/1924  | Ủy viên Ủy ban Trung ương Đảng Cộng sản Liên Xô (1922-1937) Tổng Bí thư Đảng Cộng sản Uzbekistan (1929-1931) Chủ tịch Tsentrosoyuz (1931-1937) |
|           | Nikolai Uglanov 1886–1937       | 20/8/1924  | 27/11/1928 | Ủy viên dự khuyết Bộ Chính trị (1926-1929) Bí thư Trung ương Đảng (1924-1929) |
|           | Vyacheslav Molotov 1890–1986    | 27/11/1928 | 15/8/1929  | Ủy viên Bộ Chính trị (1926-1957) Bí thư Trung ương Đảng (1921-1930) Ủy viên Orgburo (1921-1930) |
|           | Karl Bauman 1892–1937           | 15/8/1929  | 12/7/1930  | Ủy viên dự khuyết Bộ Chính trị (1929-1930) Bí thư thứ nhất Tỉnh ủy Moskva (1929-1930) |
|           | Lazar Kaganovich 1893–1991      | 12/7/1930  | 1/1934     | Ủy viên Bộ Chính trị (1930-1957) Bí thư thứ nhất Tỉnh ủy Moskva (1930-1935) Bí thư thứ nhất Đảng Cộng sản Ukraina (1947) Bộ trưởng Bộ Công nghiệp vật liệu xây dựng Liên Xô (1956-1957)                                                               |
|           | Nikita Khrushchev 1894–1971     | 1/1934     | 27/1/1938  | Ủy viên dự khuyết Bộ Chính trị (1935-1939) Bí thư thứ nhất Tỉnh ủy Moskva (1935-1938) Bí thư thứ nhất Đảng Cộng sản Ukraina (1938-1947)/(1947-1949) Chủ tịch Hội đồng Bộ trưởng Liên Xô (1958-1964) Bí thư thứ nhất Đảng Cộng sản Liên Xô (1953-1964) |
|           | Aleksandr Ugarov 1900–1939      | 11/2/1938  | 19/9/1938  | Bí thư thứ nhất tỉnh ủy Moskva (1938) |
|           | Aleksandr Shcherbakov 1901–1945 | 2/12/1938  | 10/5/1945  | Bí thư thứ nhất tỉnh ủy Moskva (1938-1945) Ủy viên dự khuyết Bộ Chính trị (1941-1945) Bí thư Trung ương Đảng (1941-1945) Ủy viên Orgburo (1939-1945) Cục trưởng Sovinformburo (1941-1942) Chủ nhiệm Tổng cục Chính trị Hồng quân Xô Viết (1942-1945)  |
|           | Georgy Popov 1906–1968          | 10/5/1945  | 12/2/1950  | Chủ tịch Ủy ban Chấp hành Moskva Soviet (1944-1950) Bí thư Tỉnh ủy Moskva (1945-1949) Bộ trưởng phát triển vùng của Liên Xô (1949-1951) |
|           | Ivan Rumyantsev 1913–1994       | 12/2/1950  | 7/1952     | |
|           | Ivan Kapitonov 1915–2002        | 8/1952     | 29/3/1954  | Bí thư Tỉnh ủy Moskva (1954-1959) Bí thư Trung ương Đảng (1965-1988) Chủ nhiệm Ủy ban Kiểm toán Trung ương Đảng (1986-1988) |
|           | Yekaterina Furtseva 1910–1974   | 17/11/1954 | 30/6/1957  | Ủy viên dự khuyết Bộ Chính trị (1956-1957) Ủy viên Bộ Chính trị (1957-1961) Bộ trưởng Bộ Văn hóa Liên Xô (1960-1974) |
|           | Vladimir Ustinov 1907–1971      | 30/6/1957  | 4/3/1960   | Tổng thư ký Hội đồng Tương trợ Kinh tế (1963-1971) |
|           | Pyotr Demichev 1917–2010        | 4/3/1960   | 1/11/1962  | Bí thư Trung ương Đảng (1961-1974) Bí thư Tỉnh ủy Moskva (1959-1960) Ủy viên dự khuyết Bộ Chính trị (1964-1988) Phó Chủ tịch Đoàn Chủ tịch Xô Viết Tối cao Liên Xô (1986-1988)                                                                        |
|           | Nikolay Yegorychev 1920–2005    | 1/11/1962  | 4/10/1967  | Đại sứ Liên Xô tại Afghanistan (1988) |
|           | Viktor Grishin 1914–1992        | 4/10/1967  | 23/12/1985 | Ủy viên Bộ Chính trị (1971-1986) |
|           | Boris Yeltsin 1931–2007         | 23/12/1985 | 11/11/1987 | Bí thư Trung ương Đảng (1985-1986) Chủ tịch Xô Viết Tối cao Nga Xô (1990-1991) Thủ tướng Liên bang Nga (1991-1992) Tổng thống Liên bang Nga (1991-1999)                                                                                               |
|           | Lev Zaykov 1923–2002            | 11/11/1987 | 21/11/1989 | Ủy viên Bộ Chính trị (1986-1990) Bí thư Trung ương Đảng (1985-1990) Phó Chủ tịch Hội đồng Quốc phòng Liên Xô (1989-1990) Tổng thanh tra Quốc phòng Liên bang Nga (1992)                                                                               |
|           | Yury Prokofyev 1939–            | 21/11/1989 | 24/8/1991  | Ủy viên Bộ Chính trị (1990-1991) |